# Andrzej Wojciechowski (bokser)
Andrzej Wojciechowski (ur. 1 kwietnia 1933 we Włocławku, zm. 16 czerwca 1997 we Wrocławiu) – polski pięściarz, trener, olimpijczyk z Melbourne 1956.
Walczył w wadze półciężkiej. Zawodnik klubu ŁTS Łabędy, w barwach którego zdobył srebrne medale mistrzostw Polski w roku 1955 i 1956.
W roku 1957 uczestniczył w mistrzostwach Europy.
Na igrzyskach olimpijskich w 1956 roku odpadł w ćwierćfinale.